# Dorfner Gruppe
Die Dorfner Gruppe ist ein Gebäudedienstleistungsunternehmen mit Hauptsitz in Nürnberg, das in den Bereichen Gebäudereinigung, Gebäudemanagement und Catering über 10.000 Mitarbeiter beschäftigt. Der Gesamtumsatz lag im Jahr 2020 bei 269 Millionen Euro. Die Dorfner Gruppe ist an insgesamt 40 Standorten in Deutschland, Österreich und Tschechien vertreten.

## Geschichte
1949 gründete Hans Dorfner einen Gebäudereinigungsbetrieb in Nürnberg. Durch den Wiederaufbau von Nürnberg nach der fast vollständigen Zerstörung im Zweiten Weltkrieg erhielt das Unternehmen zahlreiche Aufträge in der Bau- und Unterhaltsreinigung. So konnte Dorfner den Jahresumsatz zwischen 1954 und 1959 versechsfachen (rund 370.110 DM zum 31. Dezember 1959).
Hans Dorfners Schwiegersohn, Karl Heinz Rohrwild, trat zum 1. Januar 1963 in den Betrieb ein. Die erste Niederlassung im oberfränkischen Selb wurde 1969 eröffnet. Ebenfalls 1969 folgte mit einem Auftrag im heutigen Klinikum der Stadt Nürnberg der Einstieg in die Krankenhausreinigung. Firmengründer Hans Dorfner verstarb am 21. Dezember 1977. Karl Heinz Rohrwild übernahm die Aufgaben als neuer Inhaber. Prokurist Peter Reichel wurde zu seinem Stellvertreter und 1979 zum Gesamtgeschäftsführer ernannt.
1990 eröffnete die Dorfner Gruppe erste Niederlassungen in den neuen Bundesländern Thüringen und Sachsen. Im März 1993 trat Karlheinz Rohrwild, ältester Sohn des Firmeninhabers, in den Betrieb ein. Er sitzt im Stiftungsrat der Familienstiftung mit der Funktion als Stiftungsratsvorsitzender.
Einen ganz neuen Geschäftszweig gründete das Unternehmen mit der Tochtergesellschaft Dorfner menü Catering-Service + Organisations GmbH & Co. KG im Jahr 1994. Der Catering-Anbieter versorgt heute täglich rund 30.000 Tischgäste in Einrichtungen des Gesundheitswesens, Betriebsrestaurants, Kindergärten und Schulen. Damit gehört Dorfner Catering derzeit zu den 20 größten Cateringunternehmen in Deutschland.
Die Tochter Dorfner Gebäudemanagement GmbH wurde 2010 gegründet. Verschiedene Leistungen aus dem Bereich Gebäudemanagement wurden zu diesem Zeitpunkt allerdings bereits seit rund zehn Jahren angeboten. Seit 1996 bzw. 2005 ist die Dorfner Gruppe auch in Österreich und in Tschechien aktiv.
Mit Wirkung zum 1. Oktober 2014 wurde die bisherige Dorfner KG zur Dorfner GmbH & Co. KG umfirmiert.

## Tochterunternehmen
Tochterunternehmen der Dorfner Gruppe sind die Dorfner GmbH & Co. KG, die Dorfner menü Catering-Service + Organisations GmbH & Co. KG, die Dorfner Service Management GmbH & Co. KG, die Dorfner Gebäudemanagement GmbH sowie die Dorfner GmbH in Österreich und die Dorfner s.r.o. in Tschechien.

## Sinan-Akdeniz-Stiftung
Zum 1. Oktober 2019 gründete die Dorfner Gruppe die Sinan-Akdeniz-Stiftung. Menschen, die unverschuldet in Not geraten sind, können sich mit konkreten Anliegen an die Stiftung wenden und finanzielle Unterstützung erhalten. Ein fünfköpfiges Kuratorium entscheidet über die Vergabe von Spendengeldern. Kontrolliert wird die Stiftung von der Stiftungsaufsichtsbehörde in Oberfranken.